# Międzynarodowy Mieszany Zakon Wolnomularski „Le Droit Humain” w Polsce

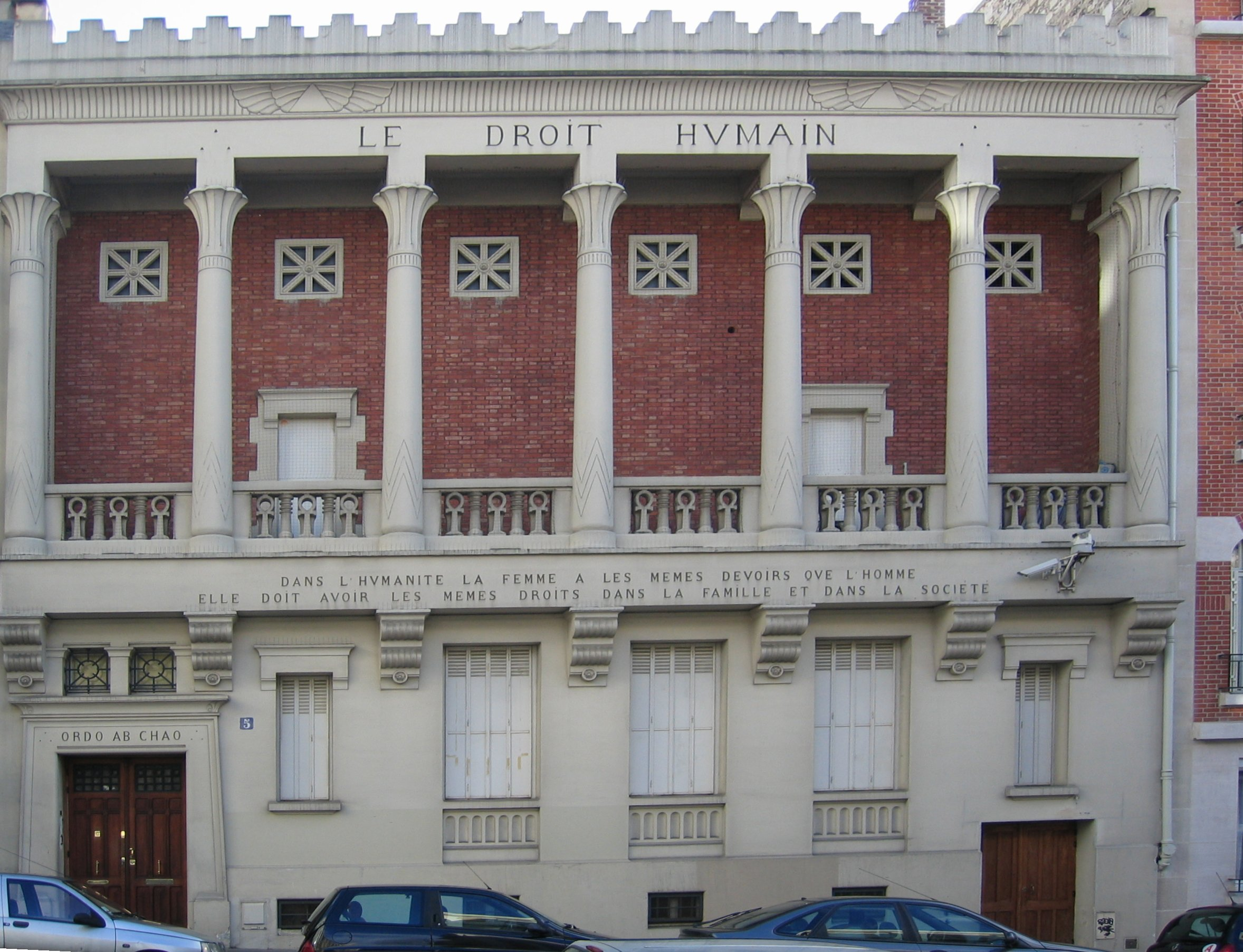
Le Droit Humain, Paris

Międzynarodowy Mieszany Zakon Wolnomularski „Le Droit Humain” Federacja Polska – polska organizacja masońska różniąca się od innych tym, że przyjmuje zarówno mężczyzn, jak i kobiety (stąd „mieszany” charakter). Poza WLNP, WWRP i WWP, jedna z czterech polskich obediencji masońskich. Międzynarodowa siedziba zakonu mieści się w Paryżu. Nie jest uznawana przez masonów regularnych, lecz utrzymuje przyjazne stosunki z Wielkim Wschodem Polski. Inaczej jednak niż WWP, „Le Droit Humain” („Prawo człowieka”) przyjmuje wśród swoich zasad wiarę w Wielkiego Architekta (traktowana jednak liberalnie).
Do swych celów zalicza postęp wiedzy na poziomie jednostki i społeczeństwa, zjednoczenie mężczyzn i kobiet wokół idei humanistycznej duchowości. Stosuje Ryt Szkocki Dawny i Uznany.
„Le Droit Humain” jest stowarzyszeniem jawnym, zarejestrowanym pod numerem KRS 0000226421.

## Historia
Pierwsza polska loża – „Orzeł Biały” – została zainicjowana w 1924 r. przez gen. Michała Karaszewicza-Tokarzewskiego z WLNP. Patentu (zgody) udzieliła jej brytyjska Order of the International Co-Freemasonry.
Wkrótce powstały kolejne loże: „Święty Graal” w Warszawie, „Góra Wawel” w Krakowie, „Orzeł i Pogoń” w Wilnie, „Pokój” w Katowicach, wojskowa loża „Św. Michała Archanioła” w Warszawie oraz założona przez pedagogów Loża „Radosna Przyszłość”.
W 1930 powołano Polską Federację (obediencję). Loże „Prawa Człowieka” skupiały wówczas ok. 300 osób, z tego kilkunastu w 30-33 stopniu wtajemniczenia. Do znanych członków „Le Droit Human” należał m.in. pedagog Janusz Korczak. Działały poza tym loże wyższych stopni: Kapituła i Areopag Narodowy pod przewodnictwem Wielkiego Marszałka, którym był gen. Karaszewicz-Tokarzewski. Loże polskiego przedwojennego Droit Humain przenikały się personalnie po części ze środowiskiem Towarzystwa Teozoficznego, ale nie były z nim związane, niemniej stosowany w nich rytuał był silnie zabarwiony wątkami ezoteryczno-teozoficznymi.
Po ponad półwiecznej przerwie dezaktywacji polskiej masonerii mieszanej, 11 października 1992 w Lille we Francji utworzono polską lożę „Pierre et Marie Curie”. W lipcu 1993 r. zainstalowała się w Warszawie. Samodzielną obediencję – Jurysdykcję Polską Międzynarodowego Mieszanego Zakonu Wolnomularskiego „Le Droit Humain” – powołano w 1997. Została ona zarejestrowana w Sądzie Wojewódzkim w Warszawie jako stowarzyszenie 10 marca 1998. Po utworzeniu we wrześniu 2001 kapituły różokrzyżowej FENIKS, Jurysdykcja Droit Humain w Polsce liczyła już 7 lóż i zgodnie z międzynarodową konstytucją Zakonu mogła przekształcić się w Polską Federację Droit Humain, co zostało potwierdzone sądownie 23 lutego 2002. Współczesne polskie wolnomularstwo mieszane nie ma już nic wspólnego z teozofią, a wywodzi się z liberalno-adogmatycznej tradycji obecnej od samego początku we francuskim Droit Humain.

## Loże „Le Droit Humain”
Loże błękitne:
- Loża Matka „Pierre et Marie Curie” – Warszawa[1]
- „Orzeł Biały” – Katowice[2]
- „Rencontre Fraternelle” (francuskojęzyczna) – Warszawa
- „Konstytucja 3 Maja” – Warszawa[3]
- „Braterstwo pod Wawelem” – Kraków[4]
- „Michał Tokarzewski-Karaszewicz” – Kielce[5]
- ,,Wanda Dynowska'' – Wrocław[6]
- Janusz Korczak – Łódź
- „Pod Trzema Basztami” na Wschodzie Poznania (powołana w 2021)[7]

Loże wyższych stopni:
- „Spirala” (loża doskonalenia, stopnie 4–14) – Warszawa
- „Świetlisty Krąg” (loża doskonalenia, stopnie 4–14) – Katowice
- „Feniks” (loża kapitularna, stopnie 15–18) – Warszawa

Areopag „Orzeł Czarny i Biały” – Warszawa

## Prezydenci Federacji Polskiej
- Jacek Gargas (2017-2022, 2022-2027)
- Cezary Leżeński (1998–2006)
- Jerzy Dworak (2006-2017)
- Stanisław Wyrożemski (od 2017)[8]

## Literatura
- Norbert Wójtowicz, Kobiety w loży masońskiej, „Rojalista – Pro Patria”, nr 1 (47), sierpień 2009 – luty 2010, s. 20-24